# 西二旗站
西二旗站是北京地铁13号线和昌平线的一个地铁换乘站，位于中国北京市海淀区上地街道、清河街道与西北旺地区交界上地东路、上地十街交叉口东南侧，有新旧两个站址。
西二旗站原站址于2002年9月28日13号线西段线路开通时投入使用。为了配合昌平线开通，在原站址移北侧建立新址，以便于换乘。新站于2010年12月25日开通，同时老站关闭。老站停运初期改作商铺，2020年被拆除，以为昌平线南延提供空间。昌平线一期工程完工后，路轨暂时到西二旗站为止，直至2021年继续向南延伸。

## 位置及名称
这个站位于上地科技园区信息路東北面，西临上地东路以及高架的G7京新高速公路，东临京包铁路。昌平线与13号线与京新高速公路、京包铁路平行，呈西北-东南走向布置。
西二旗在明代嘉靖年间称“二旗营”，是北京西边的两个旗营驻军之地。

## 车站構造
原有西二旗站由于设计规模过小，无法满足与昌平线换乘需求，同时对既有站进行改造的风险较大，因此配合昌平线建设，在老站北侧增建了新站。新站与老站相距38.7米。
西二旗新站结构为地上两层，半地下一层，四柱五跨车站，总建筑面积16669.6平方米。利用13号线与周边既有高差设置半地下层为设备和管理用房；地上一层西侧为站厅、进出站通道，东侧为13号线站台；二层西侧站厅上方为昌平线站台，东侧13号线站台上空为13号线换向天桥暨换乘通道。两线均采用侧式站台设计，昌平线西侧站台宽7米，东侧站台宽5.2米；13号线西侧站台宽4.8米，东侧站台宽4.5米。为了避免影响13号线运营，13号线站台采用了悬挑结构。
由于车站东侧是京张高铁(原京包铁路)，出站口均设在西侧，因此，13号线东直门方向站台须经过二层天桥跨过13号线路轨经西直门方向一侧站台后经站厅进出站。

### 车站楼层

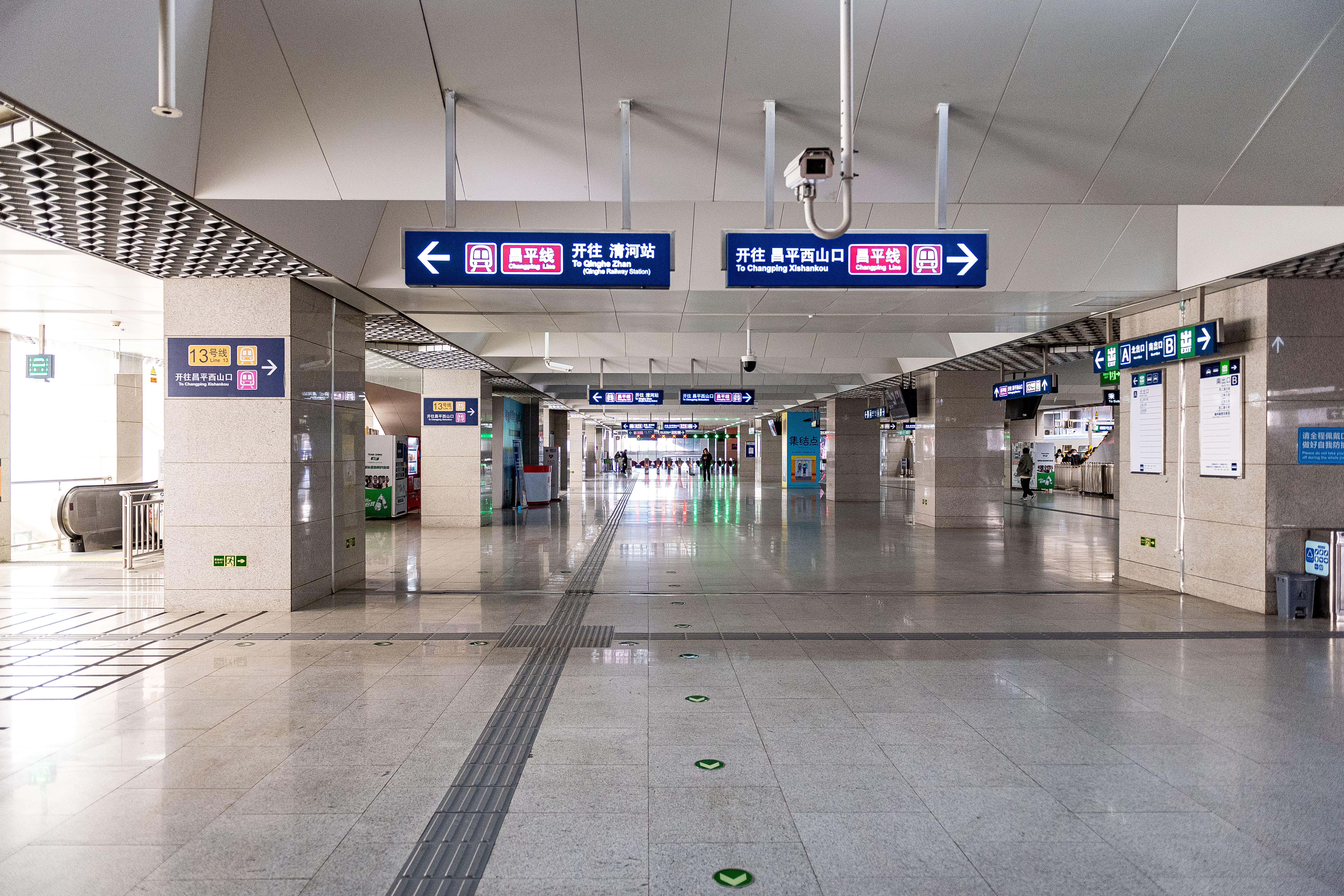
西二旗站大堂（2022年1月摄）

| 地上二層 昌平线站台层        | 侧式站台，右侧开门               | 侧式站台，右侧开门               |
| 地上二層 昌平线站台层        | 昌平线往蓟门桥（清河站）         |                                  |
| 地上二層 昌平线站台层        | 昌平线往昌平西山口（生命科学园） |                                  |
| 地上二層 昌平线站台层        | 侧式站台，右侧开门               |                                  |
| 地上半层 站厅层 13号线站台层 | 站廳                             | 票务服务、自动售票机、一卡通充值 |
| 地上半层 站厅层 13号线站台层 | 側式站台，右側開門               |                                  |
| 地上半层 站厅层 13号线站台层 | 13号线往西直门（清河站）         |                                  |
| 地上半层 站厅层 13号线站台层 | 13号线往东直门（龙泽）           |                                  |
| 地上半层 站厅层 13号线站台层 | 側式站台，右側開門               |                                  |
| 地面层                       | 出入口                           | 出入口、安全检查、自动售票机     |

### 外观
西二旗站外形顶部用的膜结构覆盖，外立面采用PTFE索膜结构，模仿手风琴状起伏褶皱的外观效果。

### 站台
西二旗站13号线站台位于地上一层，属于侧式站台，2014年1月加装半高安全门。昌平线站台位于地上二层13号线站台西侧，同属侧式站台；2021年11月14日前，所有昌平线列车使用北端一条渡线进行站前折返，仅开放东侧站台，西侧站台则于2021年11月14日西二旗-清河站区间跑图试运行时开放，供落客使用，昌平线南延段开通后，西侧站台成为昌平线南行站台。

### 出入口
现在使用的西二旗站共建有5个出入口：北 (A1、A2)、南 (B1、B2、B3) 口。A口有无障碍设施。
原有的西二旗站有1個出入口：A（西）。
|                               |          |                  |      |  |
|                               |          |                  |      |  |
| 编号                          | 指示     | 建议前往的目的地 | 图片 |  |
| 连通 13号线 昌平线站厅        |          |                  |      |  |
| 出口 · A · 1 · 无障碍通道标志 | 上地东路 |                  |      |  |
| 出口 · A · 2                  | 上地东路 |                  |      |  |
| 出口 · B · 1                  | 上地东路 |                  |      |  |
| 出口 · B · 2                  | 上地东路 |                  |      |  |
| 出口 · B · 3 · 无障碍通道标志 | 上地东路 |                  |      |  |
| 註： 設有                     |          |                  |      |  |

## 运营
由于13号线西二旗站在高峰时段需要承载昌平线输送而来的大规模通勤客流，同时又有大量通勤乘客在本站下车，因此早高峰十分拥挤，经常有下车乘客被上车的人群挤回车厢。2013年西二旗站早高峰的视频被上传至YouTube，一天之内获得点击量超过33万次，登上热门视频排行首位。
现时由于昌平线南延，本站的换乘客流大幅下降，但本站是中关村软件园地区的主要联外轨道交通车站，进出站量仍然极其庞大，更是北京地铁全网于早高峰出站量的首位，且与排名第二的朝阳门站有一万人左右的领先。

## 历史
原西二旗站2002年9月28日随13号线西段投入使用，但在昌平线投入运营前，原西二旗站因设计规模过小，无法满足换乘需求，而于2010年12月25日关闭，旧站北侧的新西二旗站也于2010年12月25日启用13号线部分，昌平线部分则于2010年12月30日启用。昌平线南延工程2010年开始调研时已有将西二旗老站拆除的规划，但新站启用后老站并未被立即拆除，而是被用作地铁办公用房。2019年2月，由于昌平线南延工程已经开工，原西二旗站轨行区上方在13号线西段暂时停运期间搭建起防护棚，西二旗老站的拆除工作由此启动。2020年8月25日，老西二旗站的拆除工作正式开始，拆除完毕后，老站房原址用于建设昌平线南延的高架区段。
2021年11月14日，昌平线列车开始在本站与清河站间空载跑图试运行，本站昌平线西侧站台因此启用，供落客使用。
2023年12月14日，因昌平线列车追尾事故，本站于14日晚间起临时封站停止运营、13号线列车不停站通过，至15日清晨恢复运营。15日全天，本站作为昌平线西土城-西二旗段临时终点站。16日首班车起，该车站恢复正常中途站运营。

## 轶事
2020年9月7日和9月8日，微博粉丝超24万的两名博主发布同一个视频称视频里的地铁站是位于日本东京的新宿站。“新宿站是全世界最繁忙的车站，每天客流量达363万人次，秩序井然，互不指责，先下后上是必须的。”之后有细心的网友发现，两名博主所发布的所谓“日本地铁”视频，地点并非东京的新宿站，而是北京的西二旗地铁站。随后，其中一名博主辩解，称该车站为位于日本东京的西二旗站（西セカンドバナー駅），结果该博主因相关回复沦为笑柄，最后两名博主道歉并删除相关博文。

## 图集

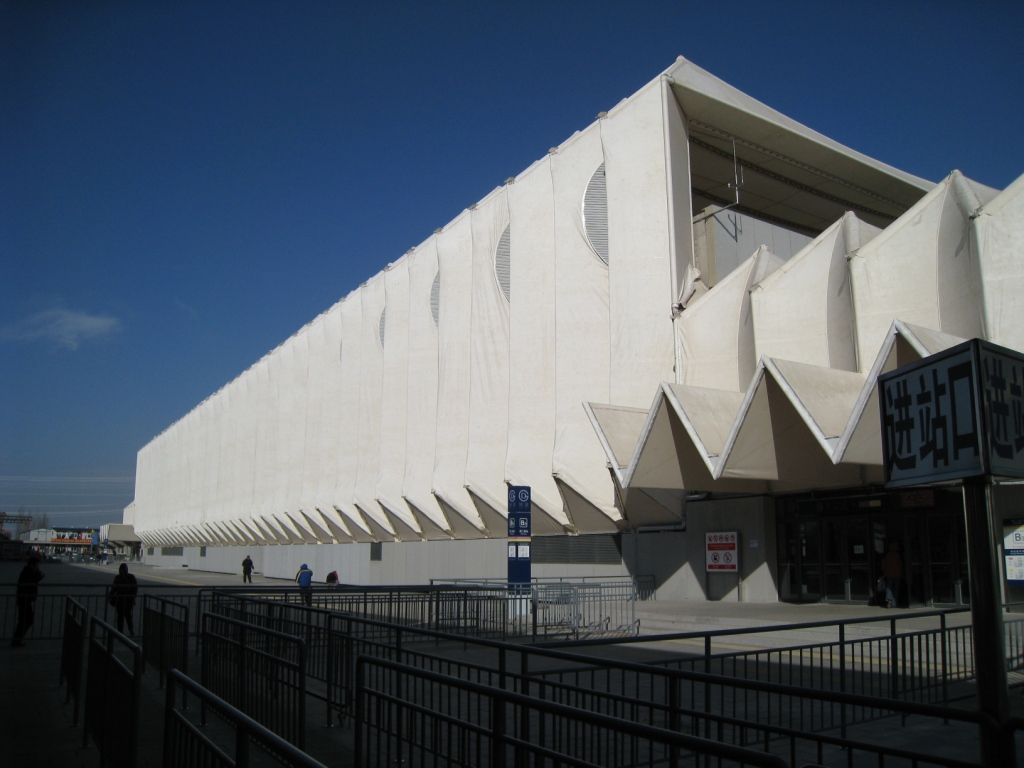
西二旗新站外观（2012年12月摄）
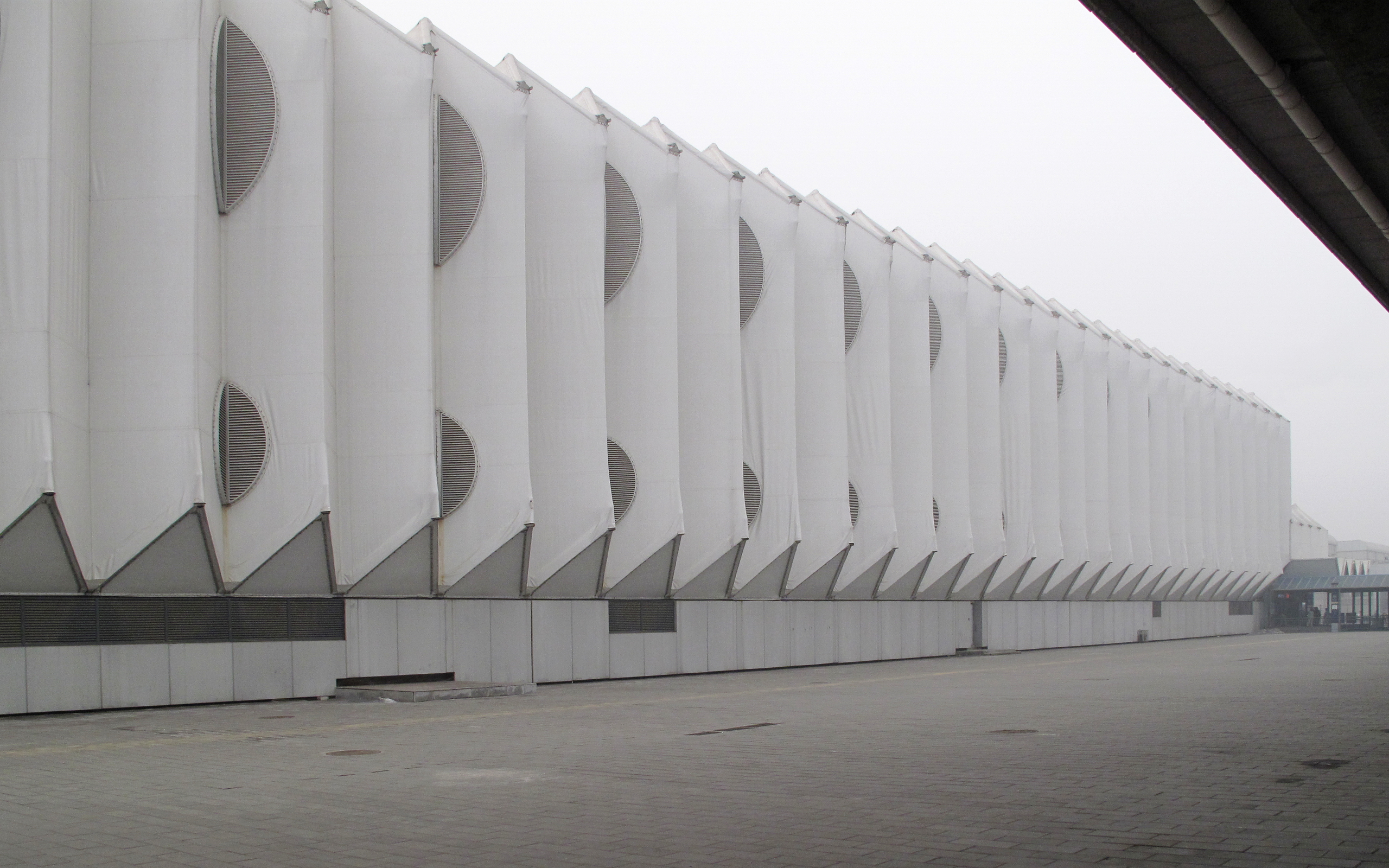
西二旗站外立面（2013年1月摄）
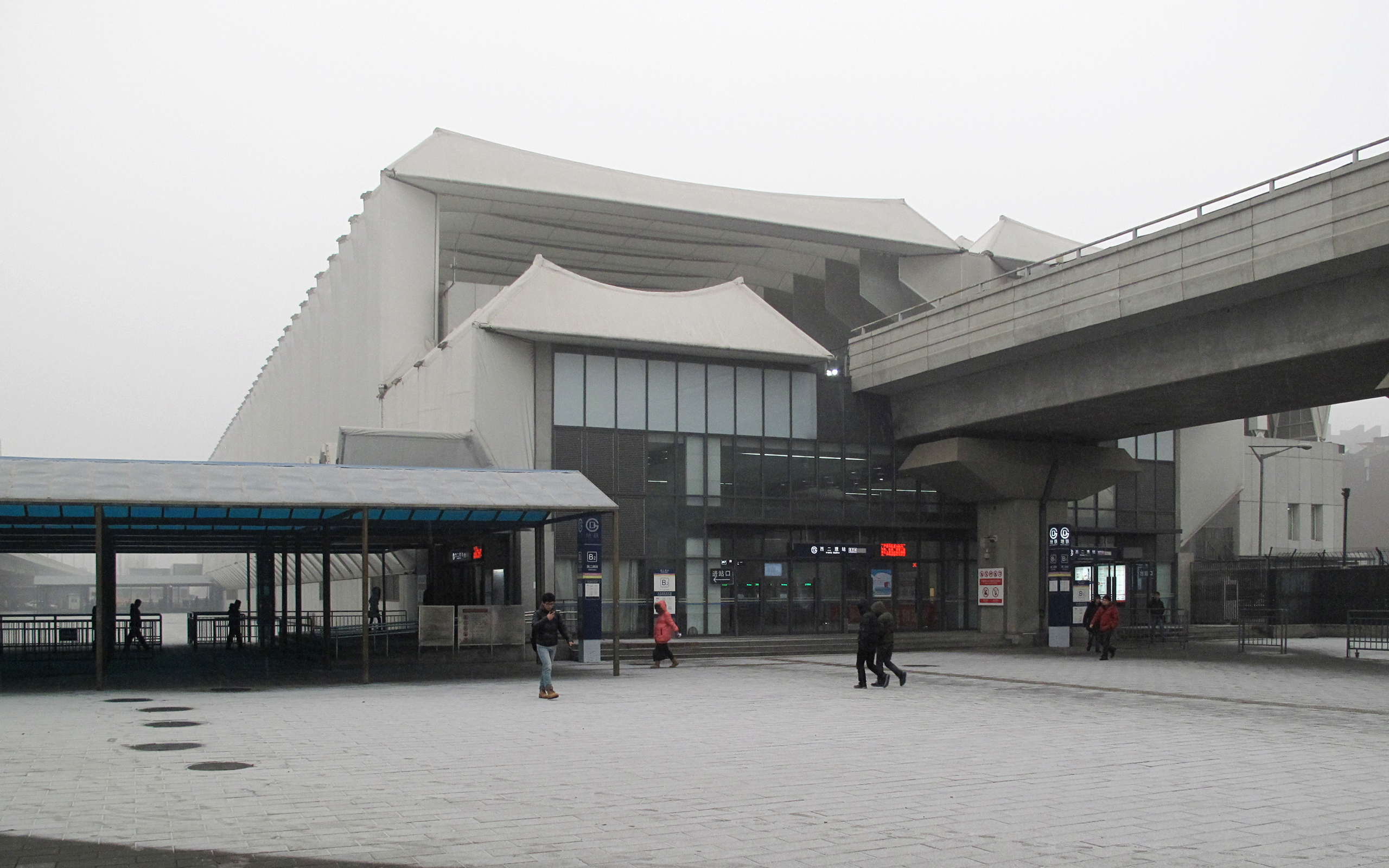
西二旗站南侧进出站口（2013年1月摄）
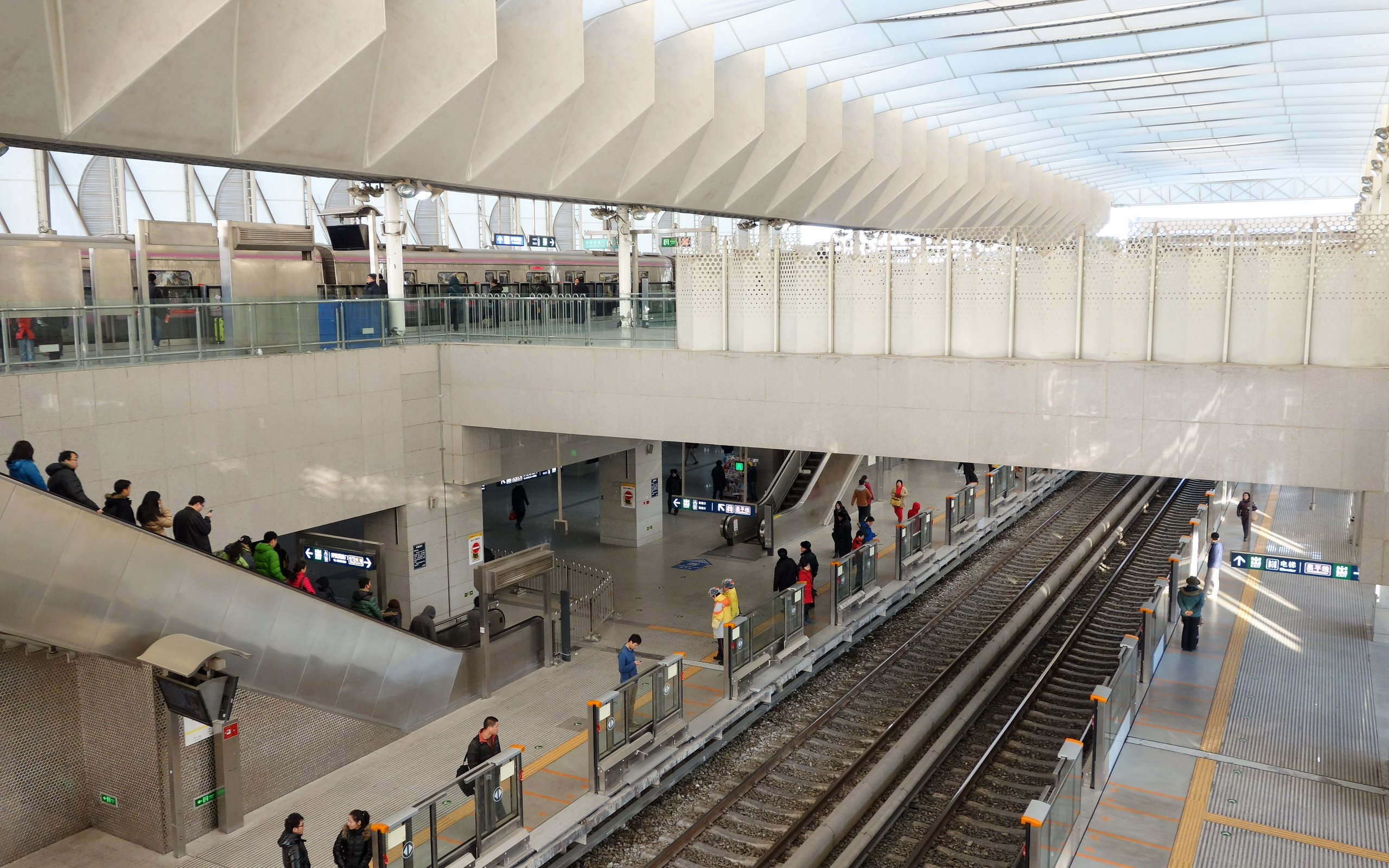
西二旗站, 二层为昌平线站台, 一层为13号线站台（2014年1月摄）
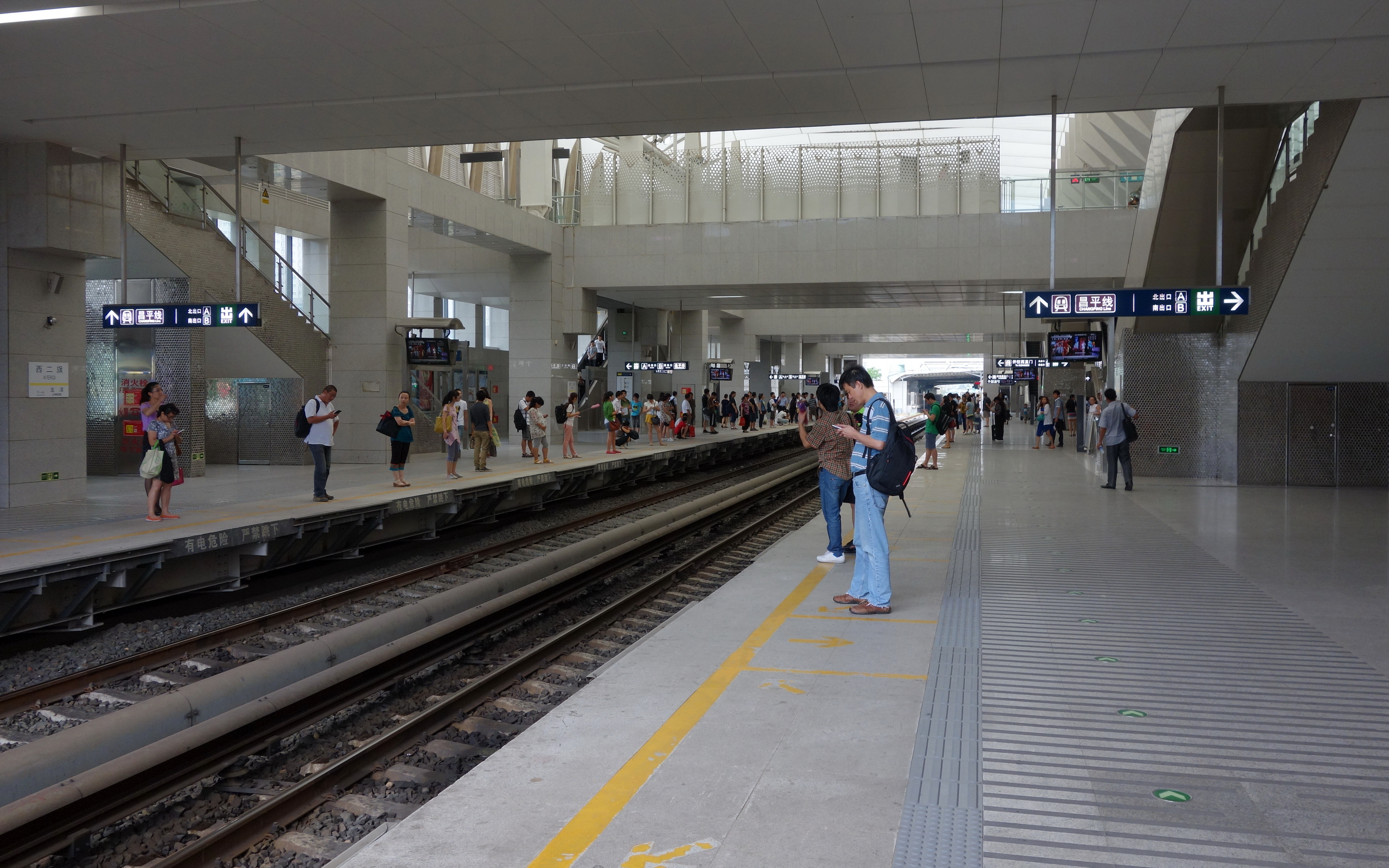
西二旗站13号线站台（2013年8月摄）
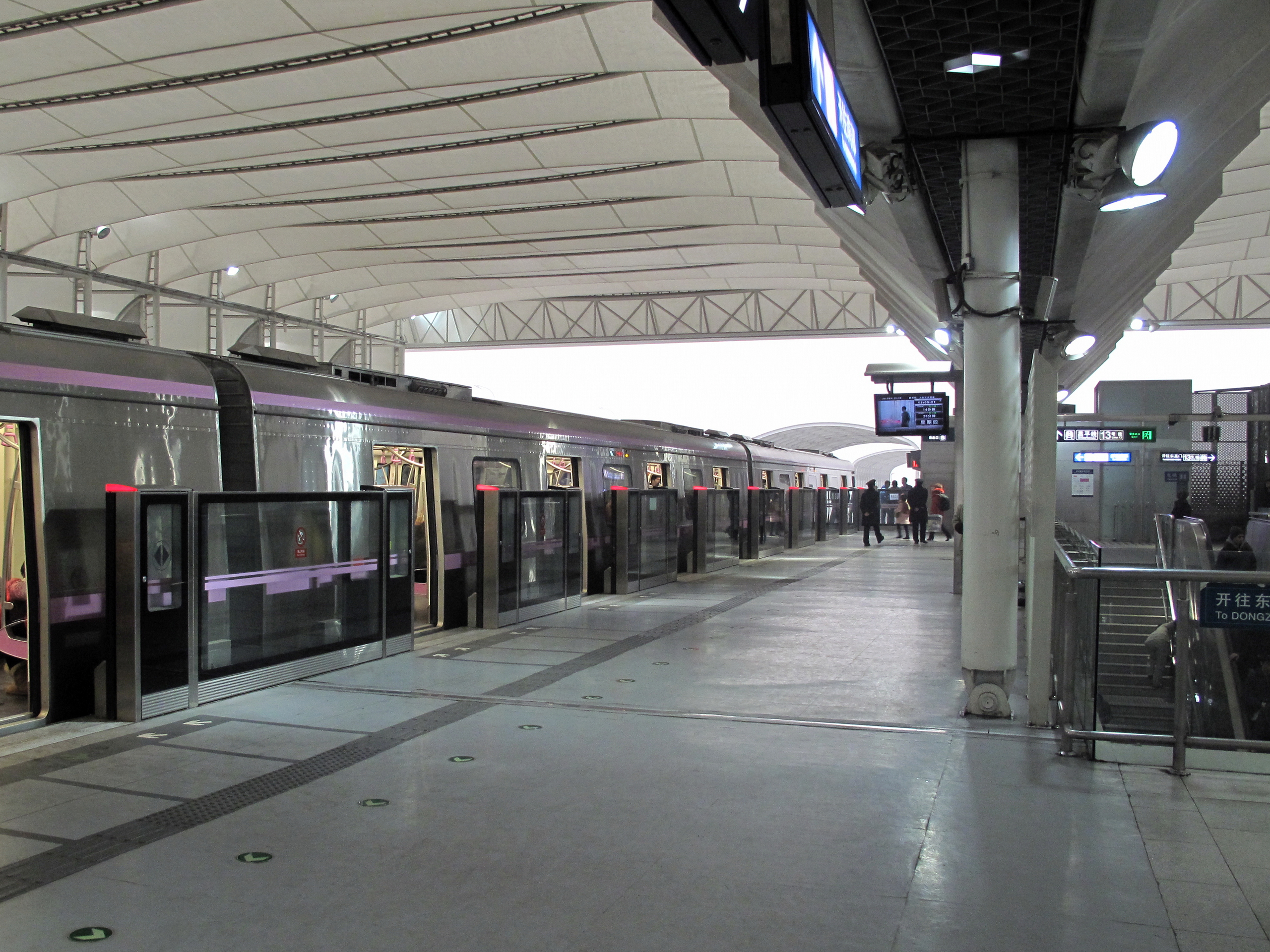
西二旗站昌平线站台（2013年1月摄）
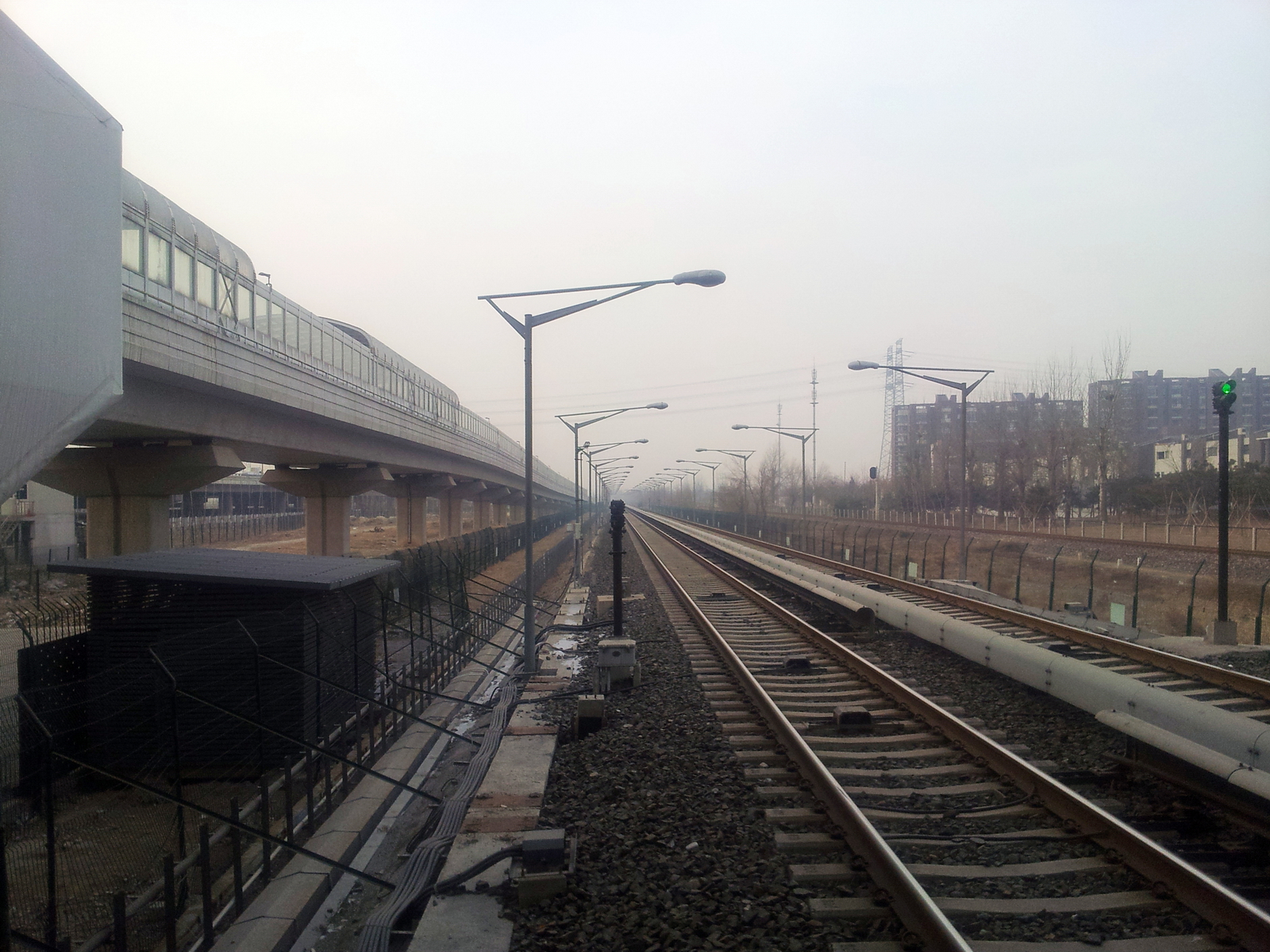
西二旗站外（北）线路（2013年1月摄）
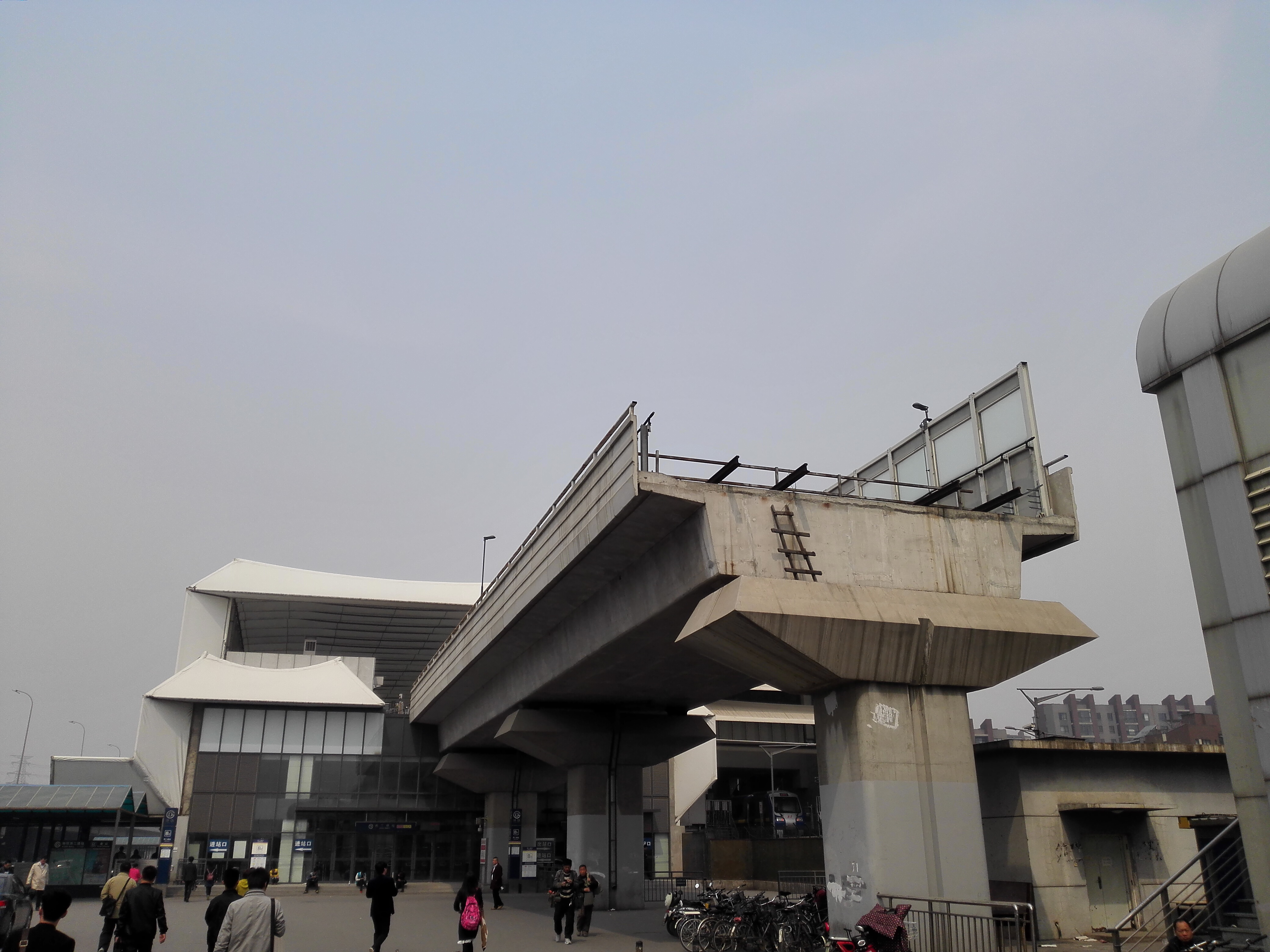
昌平线南延预留接口（2016年3月摄）
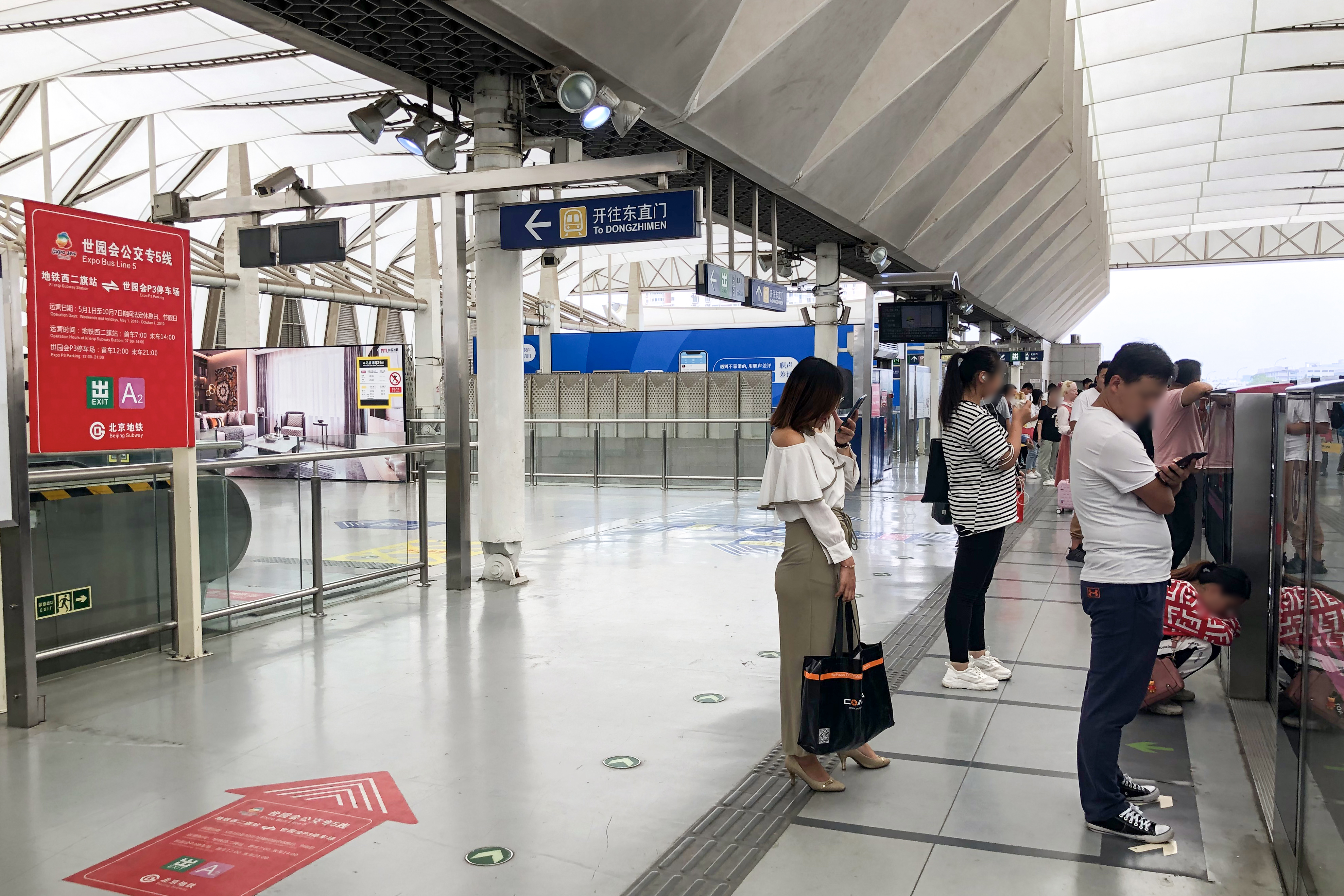
世园会期间的昌平线站台（2019年9月摄）
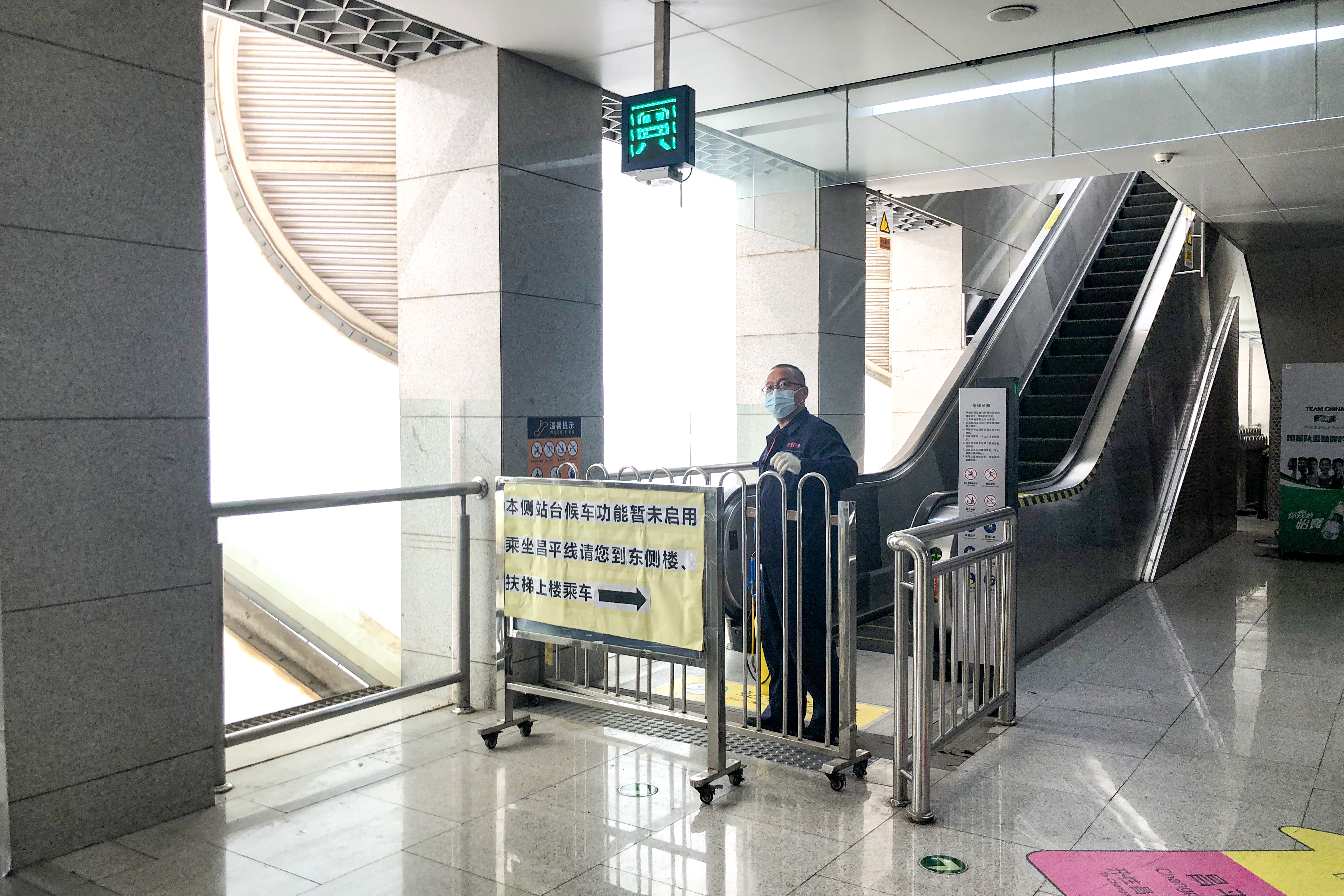
昌平线南段跑图试运行期间通往西侧站台的上行扶梯暂时禁止乘客使用（2021年11月摄）
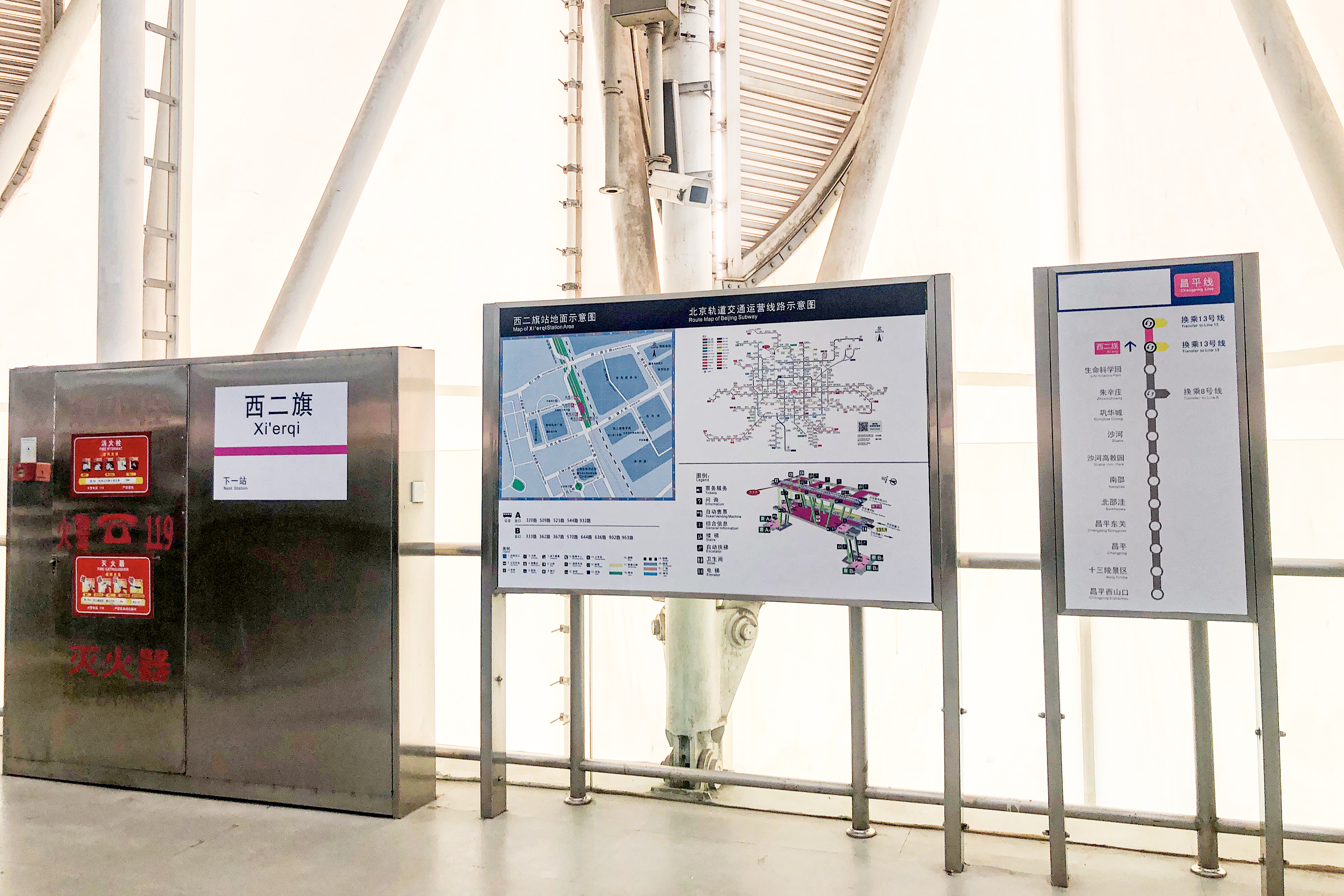
昌平线南段跑图试运行期间，西侧站台关于清河站的指示全部用白色贴纸覆盖（2021年11月摄）

### 旧西二旗站

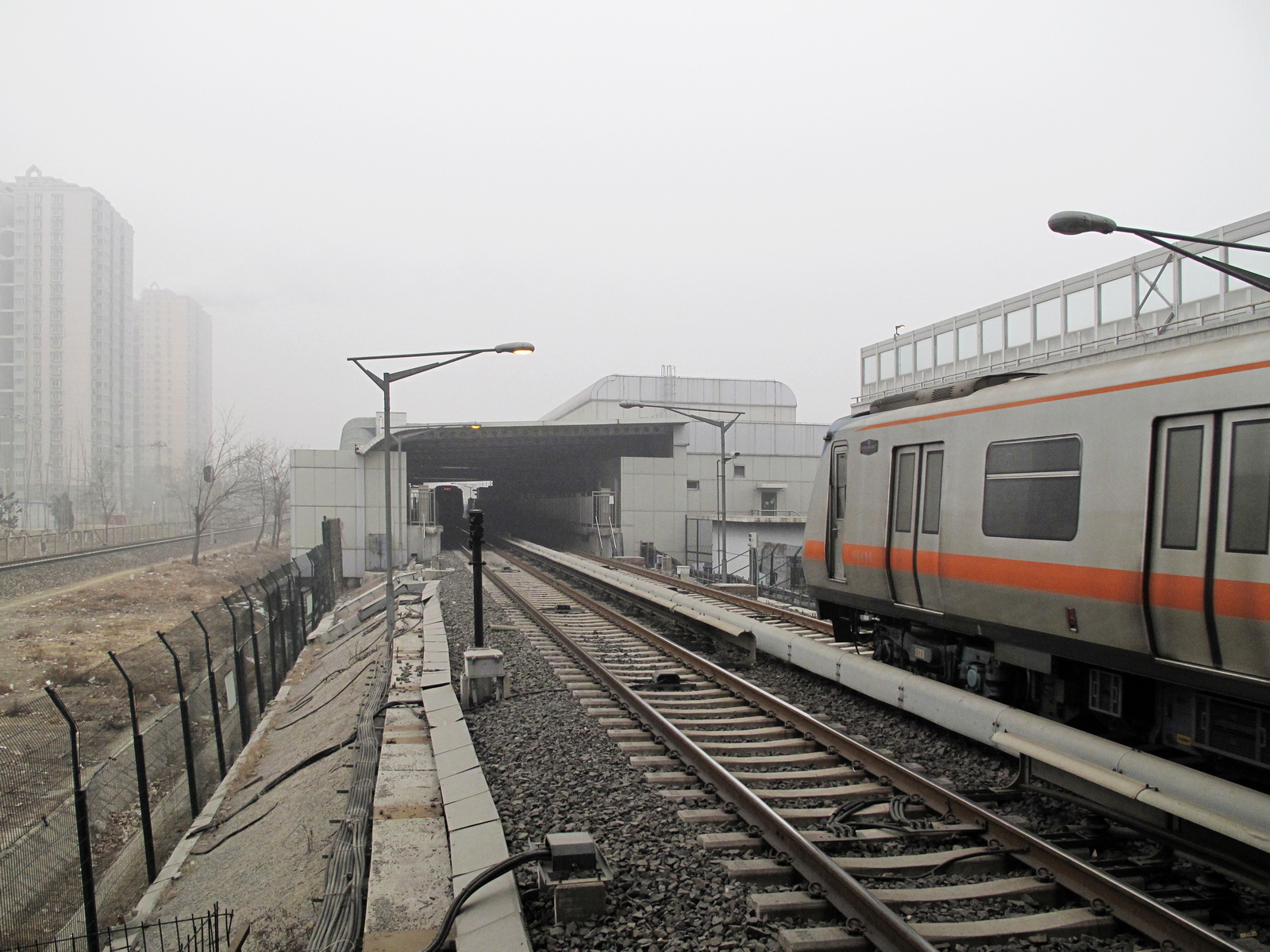
13号线列车经过（西二旗站南侧）西二旗老站（2013年1月摄）
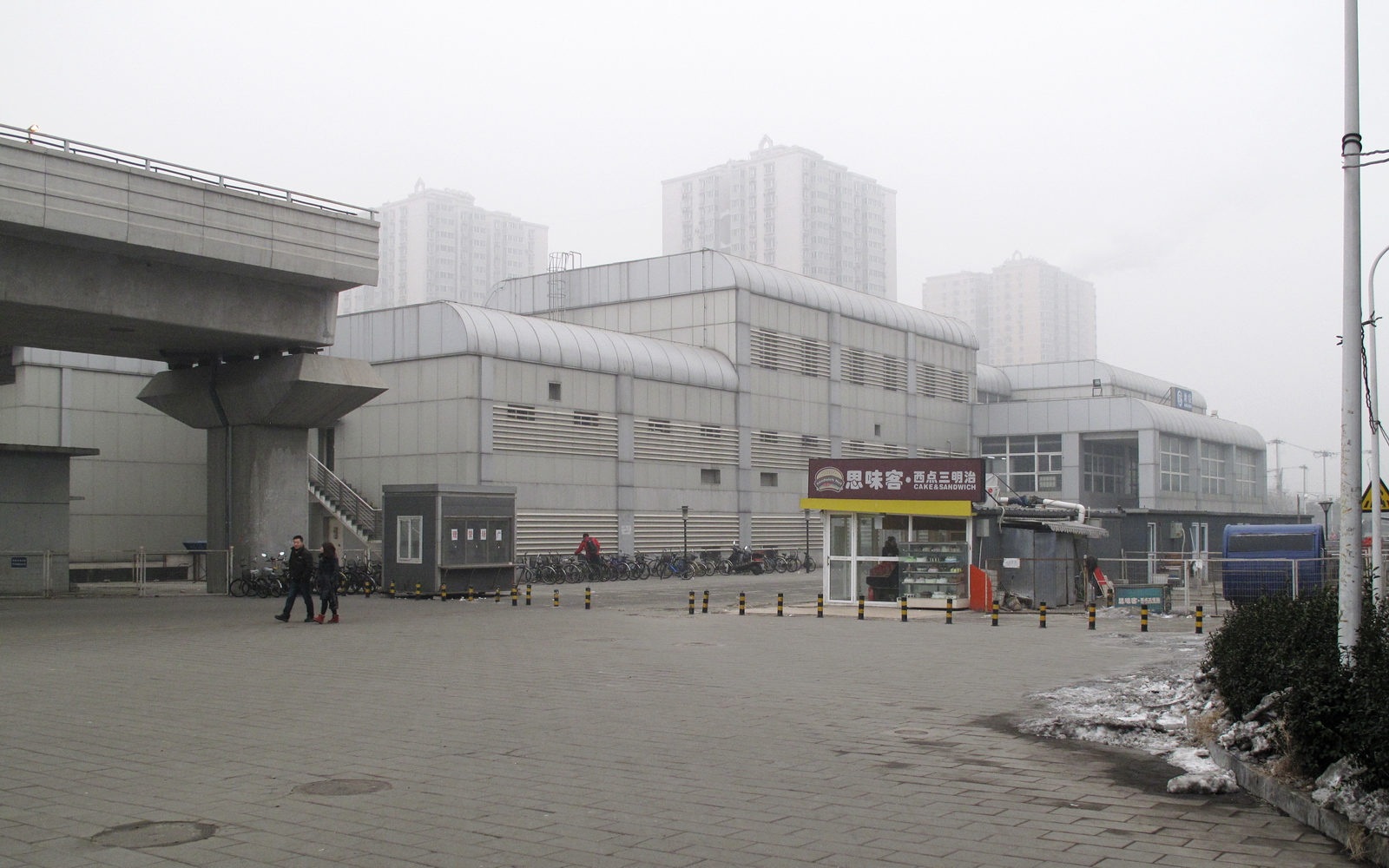
西二旗站老站外观（2013年1月摄）
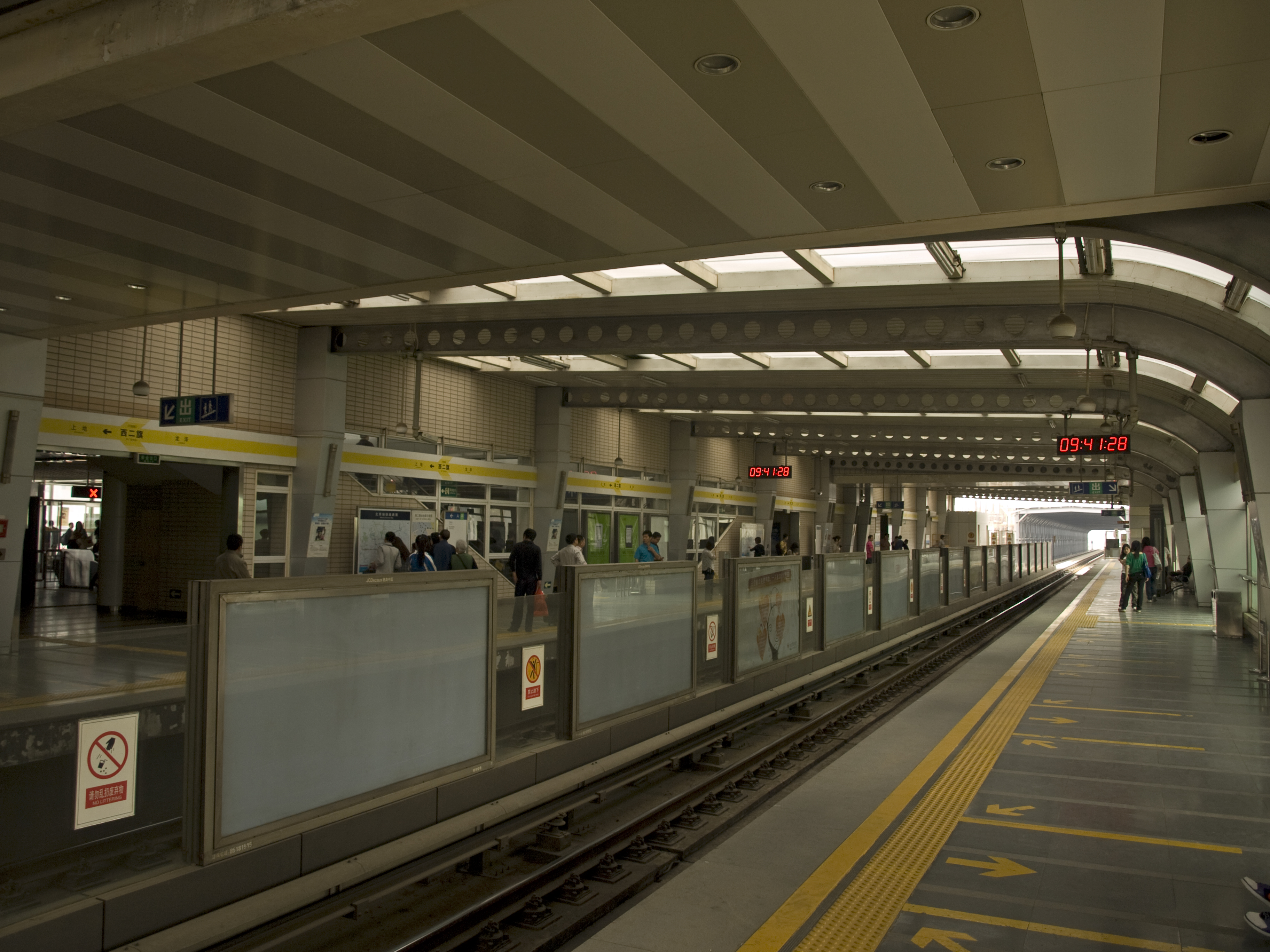
西二旗站老站站台（2010年5月摄）
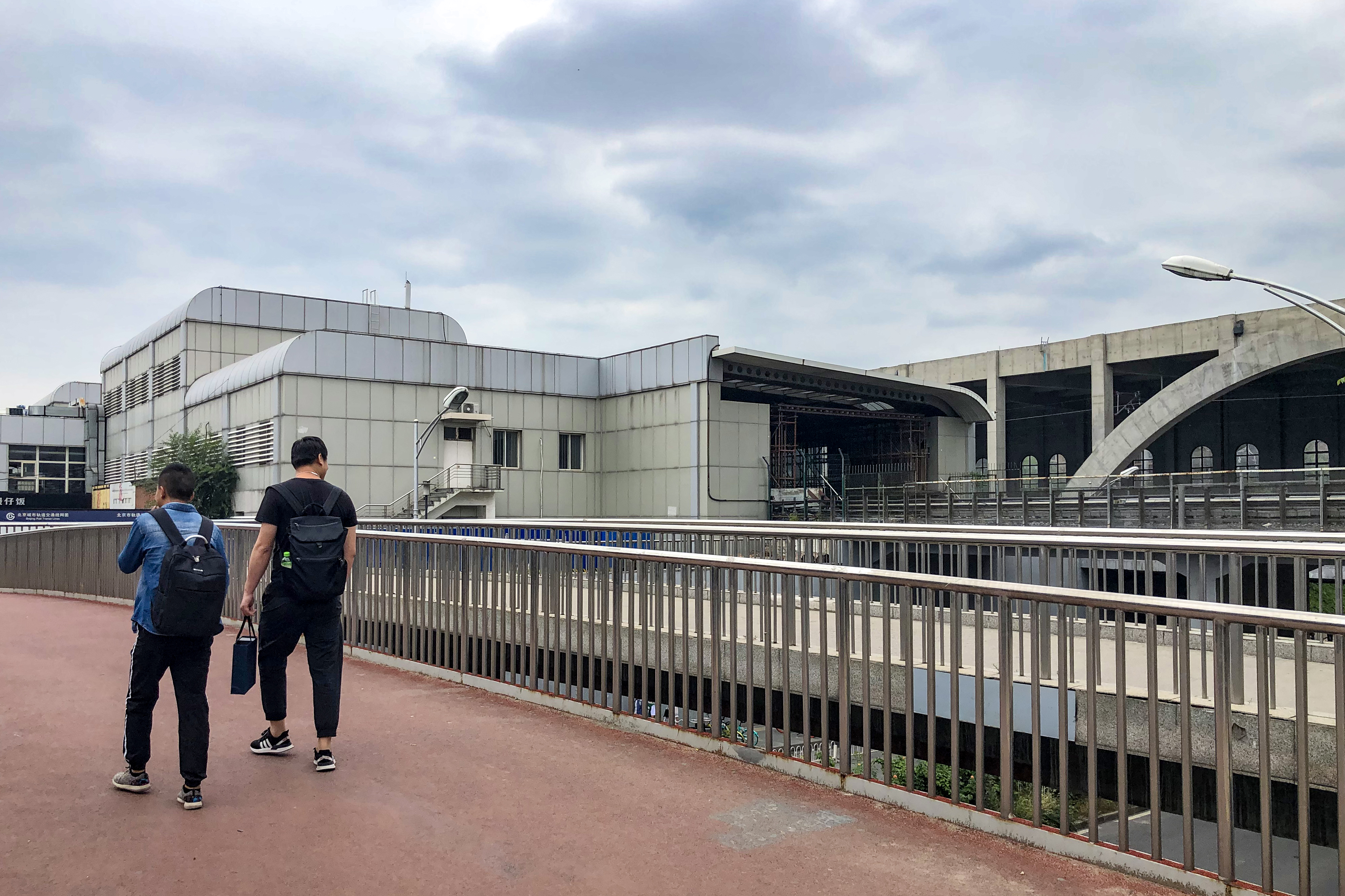
已搭起防护棚但尚未开拆的老站房（2019年9月摄）
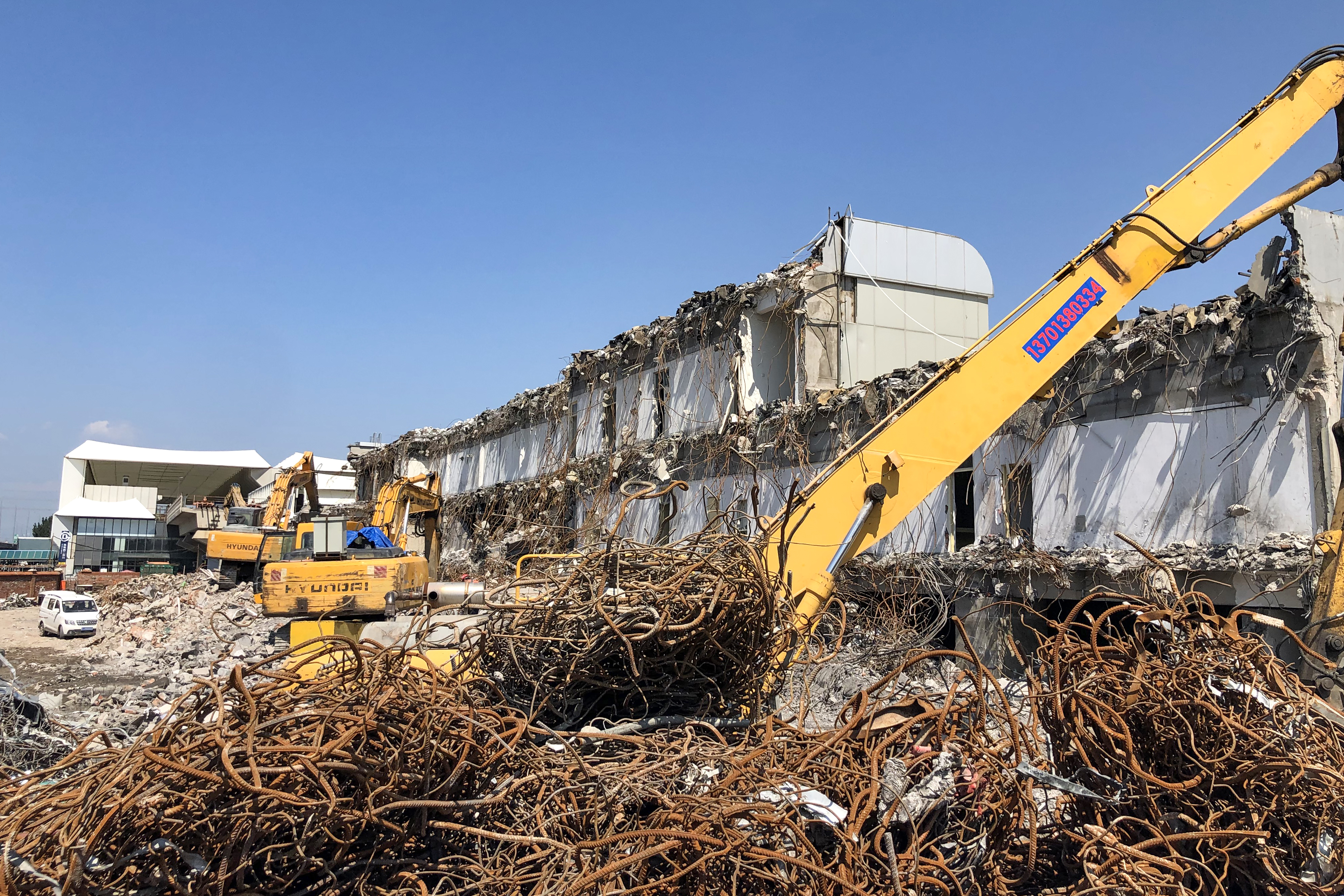
拆除中的老站房（2020年9月摄）
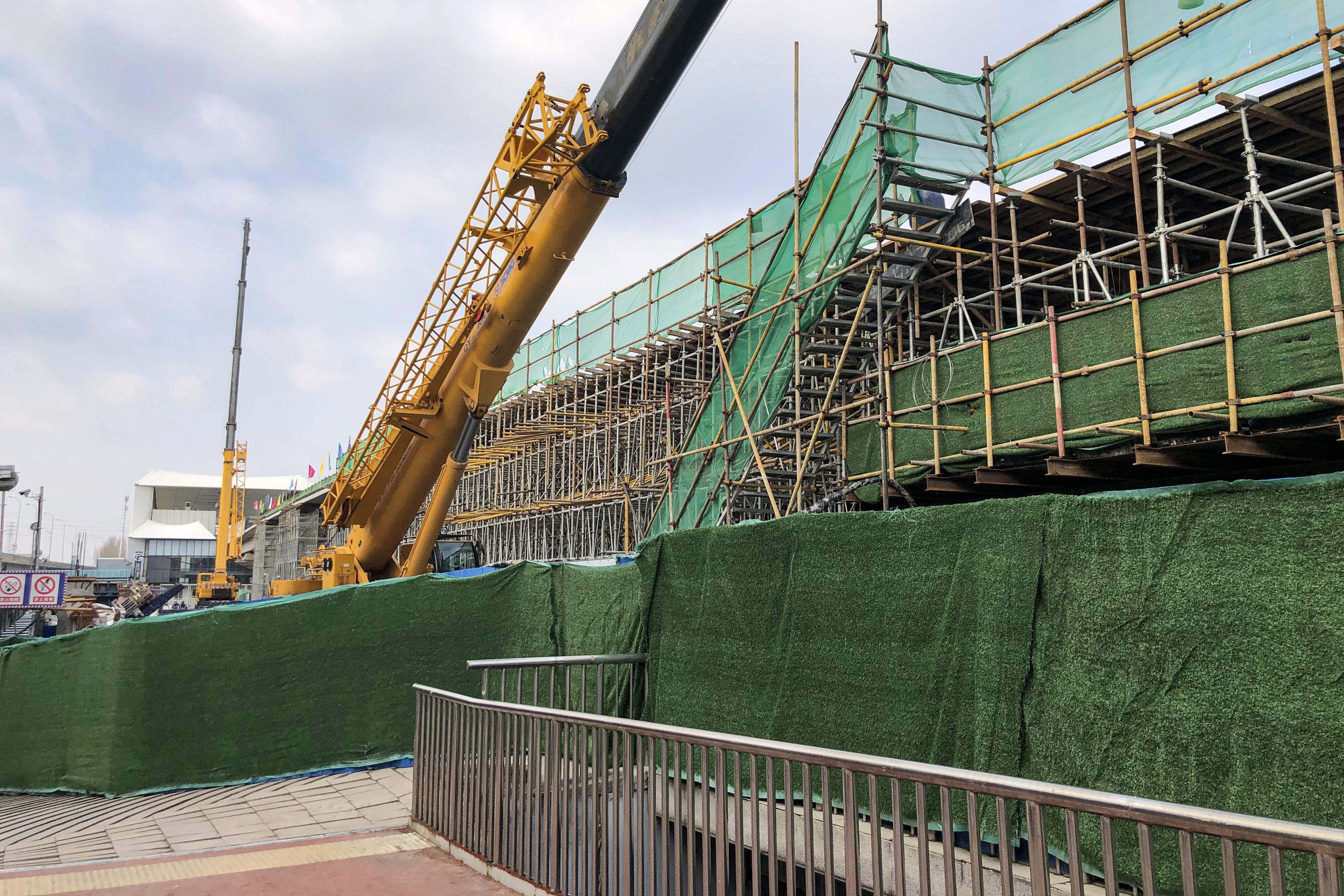
老站房拆除后建设的昌平线南延高架（2021年3月摄）
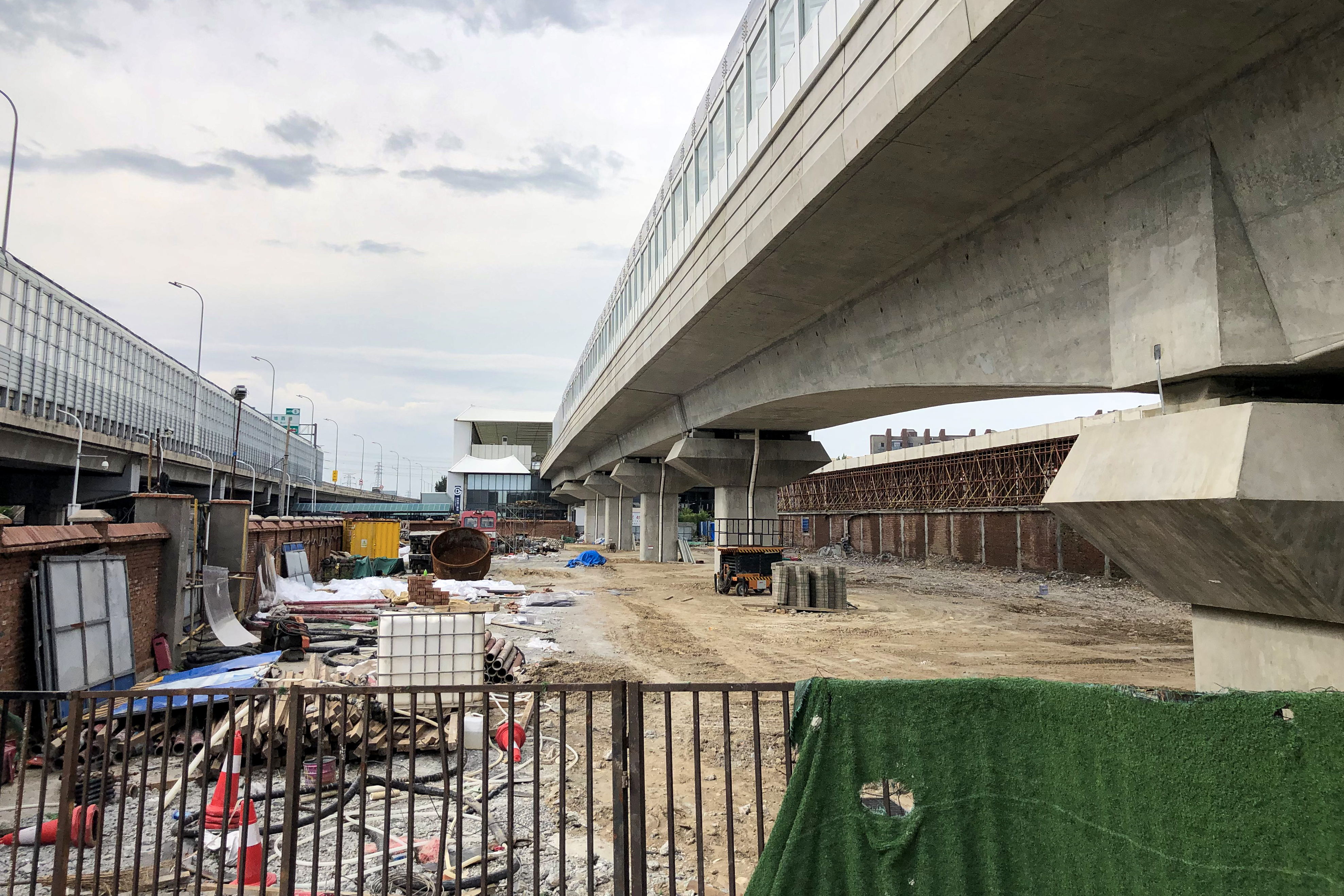
老站房位置上已建成的昌平线南延桥墩（2021年8月摄）

## 脚注
1. ↑  其中B2口暂未启用